# برج الأمير عبد القادر
برج الأمير عبد القادر (بالإنجليزية: Bordj El Emir Abdelkader)‏ أو تازا. هي بلدية ومقار دائرة بولاية تسمسيلت تقع في أقصى الشمال الشرقي للولاية تحدها شمالا ولاية عين الدفلى ببلدية طارق ابن زياد ومن الشرق والجنوب ولاية المدية ببلديات دراق والبواعيش، ومن الغرب بلدية ثنية الأحد واليوسفية.

## جغرافيا المدينة

### الموقع الفلكي
35.86 درجة شمالا و2.26 درجة شرقا يبلغ عدد سكان البلدية 10194 ساكن حسب تعداد العام للسكن والسكان لسنة 2008 تبعد عن مدينة الجزائر ب 210 كلم وعن مقر الولاية 80 كلم..تعتبر بلدية فلاحية بالدرجة الأولى أغلب المنتوجات الفلاحية الحبوب بالدرجة الأولى..القمح والشعير...تزع في مناطق كالفرشة.وسيدي المقراري والقربوس وخاطب ومنقا روماسين وسيدي مصياح.تتمركز الجبال في الجهة الشمالية حيث يبلغ ارتفاع الجبال بين 1600 إلى 1700 متر... 1813 قمة جبل الشاون وكذا الجهة الغربية جبال القنار (غابات البلوط) وكذا تلة ام الرؤوس (مرووس) حيث توجد غابة الصنوبر..اما الجهة الجنوبية فعبارة عن هضاب..الفرشة ولغواط....توجد منطقة اثرية في البلدية وهي اثار لقلعة تعود للامير عبد القادر1بين 1838 حتى 1842 وتقع في أقصى شرق المدينة كما تسمى (البنية) عند المحليين.

### المياه
تحتوي على شبكة مياه متوسطة تمثلها اودية شبه جافة في الصيف وشبه غزيرة في الشتاء والربيع تنبع من جبال المنطقة أهم المجاري المائية وادي تيغزيرت الذي ينبع من جبل ونزير شمالا ووادي المالح وأهم فروعه وادي عريسة ووادي بوبلال وفروعه وادي تحمامت والعسكر وبوخروف ووادي تازة الذي ينبع من اعالي جبل الشاون. اما المياه الجوفية فتبلغ 6.47 هكتومتر...اما الميه السطحية فتبلغ 6.39 هكتومتر إلى جانب خزانات مائية وعددها 4 بالإضافة إلى محطات مائية.

### المناخ
مناخ قاري رطب وبارد وممطر في الشتاء والربيع والخريف بينما جاف قليل المطر في الصيف تبلغ التساقطات من 500 إلى 900 ملم في السنة.

## تاريخ المدينة
عرفت مدينة تازا مراحل تاريخية متعددة فكانت موطن لاستيطان لكثير من الشعوب منذ العصر الحجري الحديث (النيوليتي) وتشهد على ذلك الرسومات والنقوش الجدارية والادوات الحجرية المعثور عليها بموقع عين العنصر واستمرت الحياة بها إلى فجر التاريخ.
وبدخول الغزاة الرومان بداية من القرن الثاني حتى الرابع تحت حكم الإمبراطور قسطنطين الأول (306-337) والثاني (337-340) والإمبراطور ليكينيوس ليكينيانوس (308-324) اين شيد الرومان قصور ومزارعا في سهولها وتحصينات عسكرية بجبالها في اطار مشروع سد الليمس وقد لقي الرومان (الفرقة الأغسطسية الثالثة) مقاومة عنيفة من طرف اهالي المنطقة.
بعد الفتوحات الإسلامية (الحملة الثانية لعقبة ابن نافع الفهري 62-64) دخل الإسلام المنطقة وبعد انقسام المغرب العربي إلى ثلاث دول كانت تازا من نصيب أول دولة إسلامية بالمغرب وهي الدولة الرستمية (161-778 ه) وكان هذا بالتحديد في القرن التاسع للميلاد وهذا ما تشهد عليه اثارها التي تحدث عنها المؤرخ marcel emirit
وأثناء الصراع الزيري والحمادي (377-405) ظلت المنطقة محل صراع بينهما
ولما أخذ المرابطون زمام الحكم في عهد يوسف بن تاشفين سنة 473 ه استولى عليها لكن هذا لم يستملر طويلا بظهور الموحدين الذين استولو عليها سنة 539 ه
بعد أن ضعفت الدولة الوحدية صمت اراضي تازا إلى الدولة الحفصية سنة 632 ه بقيادة عبد القوي.
وقد حاول يغمراسن بن زيان استرجاعها أثناء حملاته فكان له ذلك سنة 700 ه فعين عليها الأمير جعفر بن عبد الله وبنى بها مدينة بكل معلمها على طراز العمارة الزيانية بتلمسان (vayssett).
اعاد تاسيسها الحجي شاوي في القرن السابع عشر وبدخول العثمانيين جعلت تابعة من الناحية الإدارية لاغالبة الونشريس وعينو عليها الاغا جلول بن فرحات (1780-1824).
أثناء تواجد الاستعمار الفرنسي في الجزائر ظهرت مقاومة الأمير عبد القادر الذي قدم إليها يوم 25.06.1838 وبايعه القوم فامر باختطاط حصن تازا، سقطت في ايدي الاستعمار يوم 25 ماي 1841 م
قلعة تازا: بها أثار مقبرة قديمة، شواهد لقطع نقدية، هياكل عظمية، بقايا أثار ونقوش، تعود للعهد الروماني.
قلعة الأمير عبد القادر (1838 – 1842).
كما يوجد بالمدينة ثكنة عسكرية تعود إلى العهد العثماني.
أهم محيطات البلدية منطقة الفرشة.سرسو.عين الكرمة.قرية سكاكة.تحمامت.السباعات.العنصر.عين غراب.غزلي.بودرنان.